# مغول‌های اولیه
مغول‌های اولیه (انگلیسی: Proto-Mongols) در منطقه‌ای پدید آمد که در ۴۵۰۰۰ سال پیش در دوران پارینه سنگی بالایی (⎘پارینه‌سنگی زبرین) توسط انسان‌ها و گونه‌های پیشین انسان‌تباران سکونت داشت. مردم آنجا عصر برنز و عصر آهن را طی کردند، اتحادهای قبیله‌ای تشکیل دادند، مردم را تشکیل دادند و با سیاست‌های اولیه در دشت مرکزی ژانگیوان درگیر شدند.
مغول‌های اولیه، پادشاهی‌های قبیله‌ای مختلفی تشکیل دادند که برای برتری با یکدیگر جنگیدند، مانند خاقانات روران (۳۳۰–۵۵۵) تا زمانی که توسط گوک‌ترک‌ها، که اولین خاقانات ترک را تأسیس کردند، شکست خوردند. خاقانات گوک‌ترک (۵۵۲–۷۴۴) به نوبه خود تحت تأثیر قدرت فزاینده دودمان تانگ قرار گرفت. نابودی خاقانات اویغور (۷۴۴–۸۴۸) توسط قرقیزهای ینیسئی منجر به پایان تسلط ترک‌ها بر فلات مغولستان شد.